# Società Sportiva Ponziana 1938-1939
Questa voce raccoglie le informazioni riguardanti la Società Sportiva Ponziana nelle competizioni ufficiali della stagione 1938-1939.

## Rosa
| N. |                   | Ruolo | Calciatore            |
| -- | ----------------- | ----- | --------------------- |
|    | Italia (bandiera) |       | Bruno Braini          |
|    | Italia (bandiera) | D     | Ermenegildo Capitanio |
|    | Italia (bandiera) | C     | Fausto Comar          |
|    | Italia (bandiera) | D     | Guglielmo Cudicini    |
|    | Italia (bandiera) | D     | Giorgio Dobrilla      |
|    | Italia (bandiera) | D     | Giordano Gasperini    |
|    | Italia (bandiera) | A     | Cesare Jones          |
|    | Italia (bandiera) |       | Giovanni Mameli       |

| N. |                   | Ruolo | Calciatore      |
| -- | ----------------- | ----- | --------------- |
|    | Italia (bandiera) | A     | Silvio Mazzoli  |
|    | Italia (bandiera) |       | Danilo Miot     |
|    | Italia (bandiera) |       | Livio Moro      |
|    | Italia (bandiera) | D     | Antonio Nonis   |
|    | Italia (bandiera) | C     | Ottavio Rossi   |
|    | Italia (bandiera) | P     | Cesare Scarpa   |
|    | Italia (bandiera) | C     | Sergio Trevisan |
|    | Italia (bandiera) |       | Marcello Viola  |